# Can Silvestre (Flaçà)
Can Silvestre és una masia de Flaçà (Gironès) inclosa a l'Inventari del Patrimoni Arquitectònic de Catalunya. És una de les cases més antigues del carrer i del poble.

## Descripció
És un edifici de planta en forma de L, degut a diverses ampliacions. Parets estructurals de pedra de riu arrebossades, i coberta de teules amb ràfec de filera doble format per rajoles i teula girada. Porta forana en forma d'arc de mig punt, format per grans dovelles de pedra. Les finestres estan emmarcades per carreus de pedra i les del primer pis tenen l'ampit amb trencaaigües emmotllurat. A la es conserva una obertura en forma d'espitllera i uns lleus contraforts a ambdós costats de la porta d'accés.
A la façana de ponent s'hi efectuà una ampliació, el segle xix, en forma de galeria de tres plantes, amb un gran arc de pedra rebaixat a la planta baixa, obertures amb arc de mig punt i línia d'imposta a la primera planta i obertures de llinda i un balcó sortint.